# 藤原辰史
藤原 辰史（ふじはら たつし、1976年12月2日 - ）は、日本の歴史学者、農業史研究者。京都大学人文科学研究所准教授。専攻は農業史、食と農の思想、ドイツ現代史。

## 略歴
北海道旭川市生まれ。島根県横田町（現奥出雲町）出身。島根県立横田高等学校を経て、1999年京都大学総合人間学部国際文化学科卒業。2001年同大学院人間・環境学研究科（文化・地域環境学）修士課程を修了。
2002年10月に同大学院博士課程を中退し、翌11月より2009年まで京都大学人文科学研究所の助手を務める。
2004年5月、論文「ナチス・ドイツの有機農法：「自然との共生」はなぜ「民族の抹殺」に加担したのか」にて京都大学より博士（人間・環境学）の学位を取得。2009年東京大学大学院農学生命科学研究科講師。2013年京都大学人文科学研究所准教授。

## 受賞歴
- 2006年 - 『ナチス・ドイツの有機農業』で第1回（2005年度）日本ドイツ学会奨励賞[3][5]
- 2013年 - 『ナチスのキッチン』で第1回河合隼雄学芸賞[6]
- 2019年 -  「農業と食におけるナチ・エコロジズムの批判的考察」に対して、第15回日本学術振興会賞（人文・社会科学系）[3][7]
- 2019年 - 『給食の歴史』で第10回辻静雄食文化賞[8]
- 2019年 - 『分解の哲学 ― 腐敗と発酵をめぐる思考』でサントリー学芸賞[9]

## 著書

### 単著
- 『ナチス・ドイツの有機農業―「自然との共生」が生んだ「民族の絶滅」』柏書房、2005年。 / 新装版、柏書房、2012年。ISBN 978-4-7601-4152-4
- 『カブラの冬―第一次世界大戦期ドイツの飢饉と民衆』人文書院〈レクチャー第一次世界大戦を考える〉、2011年。ISBN 978-4-409-51112-1
- 『稲の大東亜共栄圏―帝国日本の〈緑の革命〉』吉川弘文館〈歴史文化ライブラリー〉、2012年。ISBN 978-4-642-05752-3
- 『ナチスのキッチン―「食べること」の環境史』水声社 2012年。 / 決定版、共和国、2016年。ISBN 978-4-907986-32-2
- 『食べること考えること』共和国〈散文の時間〉、2014年。ISBN 978-4-907986-01-8
- 『トラクターの世界史―人類の歴史を変えた「鉄の馬」たち』中央公論新社〈中公新書 2451〉、2017年。ISBN 978-4-12-102451-0
- 『戦争と農業』集英社インターナショナル〈インターナショナル新書 015〉、2017年。ISBN 978-4-7976-8015-7
- 『給食の歴史』岩波書店〈岩波新書 新赤1748〉 2018年。ISBN 978-4-00-431748-7
- 『食べるとはどういうことか―世界の見方が変わる三つの質問』農山漁村文化協会〈かんがえるタネ〉、 2019年。ISBN 978-4-540-17109-3
- 『分解の哲学―腐敗と発酵をめぐる思考』青土社、2019年。ISBN 978-4-7917-7172-1
- 『縁食論―孤食と共食のあいだ』ミシマ社、2020年。ISBN 978-4-909394-43-9
- 『農の原理の史的研究：「農学栄えて農業亡ぶ」再考』創元社〈叢書パルマコン〉、2021年。ISBN 978-4-422-20295-2
- 『歴史の屑拾い』講談社、2022年。ISBN 978-4-06-529371-3
- 『植物考』生きのびるブックス、2022年。ISBN 978-4-910790-07-7

### 共著
- （足達太郎・小塩海平）『農学と戦争：知られざる満洲報国農場』岩波書店、2019年。ISBN 978-4-00-001826-5
- （赤坂憲雄）『言葉をもみほぐす』新井卓写真、岩波書店、2021年。ISBN 978-4-00-022975-3
- （福岡伸一・伊藤亜紗）『ポストコロナの生命哲学』集英社〈集英社新書〉、2021年。ISBN 978-4-08-721185-6
- （小山哲）『中学生から知りたいウクライナのこと』ミシマ社、2022年。ISBN 978-4-909394-71-2
- （白井聡・松村圭一郎・岸本聡子ほか）『コモンの「自治」論』斎藤幸平・松本卓也編、集英社〈シリーズ・コモン〉、2023年。ISBN　978-4-08-737001-0
- （岡真理・小山哲）『中学生から知りたいパレスチナのこと』ミシマ社、2024年。ISBN　978-4-911226-06-3
- （後藤正文）『青い星、此処で僕らは何をしようか』ミシマ社、2024年。ISBN　978-4-911226-13-1

### 共編・編
- 『現代の起点 第一次世界大戦』全4巻、山室信一・岡田暁生・小関隆共編、岩波書店、2014年。
- 藤原辰史編『第一次世界大戦を考える』共和国、2016年。ISBN 978-4-907986-18-6
- 『われわれはどんな「世界」を生きているのか：来るべき人文学のために』山室信一・岡田暁生・小関隆共編、ナカニシヤ出版、2019年。ISBN　978-4-7795-1392-3
- 藤原辰史編『歴史書の愉悦』ナカニシヤ出版、2019年。ISBN 978-4-7795-1397-8
- 『環世界の人文学：生と創造の探究』石井美保・岩城卓二・田中祐理子共編著、人文書院、2021年。ISBN　978-4-409-04115-4
- 『入門 食と農の人文学』湯澤規子・伊丹一浩共編著、ミネルヴァ書房、2024年。
- 『疫病と人文学：あらがい、書きとめ、待ちうける』香西豊子共編、岩波書店、2025年。

### 翻訳
- エルンスト・ブロッホ『ナチズム：地獄と神々の黄昏』池田浩士・本庄史明と共訳、水声社、2008年。ISBN 978-4-89176-685-6
- フランク・ユーケッター『ドイツ環境史：エコロジー時代への途上で』服部伸・佐藤温子・岡内一樹共訳、昭和堂、2014年。ISBN 978-4-8122-1336-0

### 連載
- 「食と抵抗―日本現代史紀行―」スタジオジブリ『熱風』[10]（2024年11月号より不定期連載）

## 出演
- エアレボリューション（ニコニコ生放送、2024年6月2日）